# Hồ Sarez

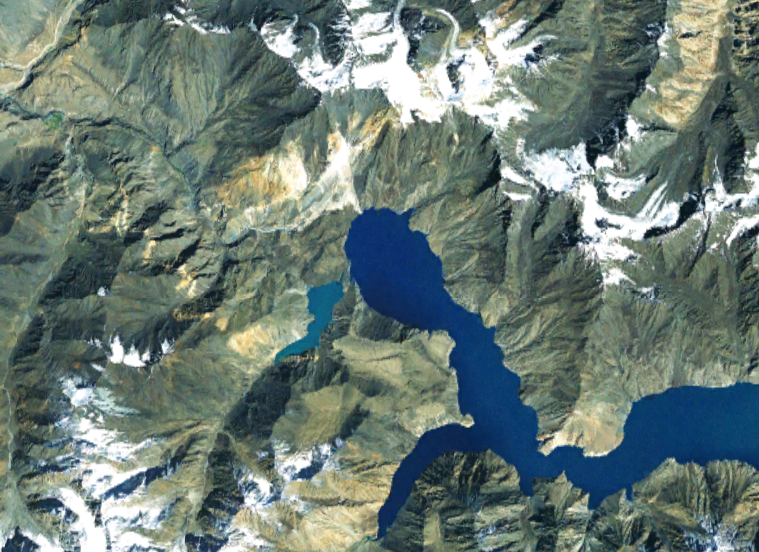
Ảnh vệ tinh ở đầu phía tây của hồ Sarez cho thấy đập Usoi và hồ Shadau nhỏ hơn

Hồ Sarez là một hồ nước thuộc quận Rushon, Gorno-Badakhshan, Tajikistan. Chiều dài khoảng 75,8 kilômét (47,1 mi), hồ có độ sâu vài trăm mét, độ cao mặt nước khoảng 3,263 mét (10,71 ft) trên mực nước biển và thể tích nước là hơn 16 km³.
Hồ hình thành vào năm 1911, sau một trận động đất lớn, khi sông Murghab bị chặn bởi một trận lở đất lớn. Các nhà khoa học tin rằng con đập lở đất hình thành do trận động đất, được gọi là đập Usoi, không ổn định do địa chấn và địa hình bên dưới hồ có nguy cơ lũ lụt thảm khốc nếu con đập bị vỡ trong trận động đất trong tương lai.
Đập Usoi cao 567 m, là đập tự nhiên cao nhất thế giới.
Hồ Shadau là một vùng nước nhỏ phía tây nam đập Usoi và phía tây hồ Sarez.